# آتلانتیس، قاره گمشده
آتلانتیس، قاره گمشده (انگلیسی: Atlantis, the Lost Continent) فیلمی در ژانر فانتزی، ماجراجویی و علمی–تخیلی به کارگردانی جرج پال است که در سال ۱۹۶۱ منتشر شد.

## خلاصه فیلم
یک ماهی‌گیر یونانی، شاهزاده‌ای آتلانتیسی را به زادگاهش باز می‌گرداند. پادشاه تحت کنترل جادوگری شرور است که می‌خواهد از قدرت آتلانتیس برای تصاحب دنیا استفاده کند...